# Serie B 2006-2007 (pallanuoto maschile)

## Squadre partecipanti
| Promosse in A2                                      | Squadre partecipanti | Squadre partecipanti |
| --------------------------------------------------- | --- | --- |
| - Mameli - Torino '81 - Roma Vis Nova - Vela Ancona | Girone 1 - Andrea Doria - Arenzano - Cagliaritana - Futura Prato - Lavagna '90 - Mameli - Rari Nantes Nervi - Sestri - Sturla - Waterpolo Savona Girone 2 - Brescia - Canottieri Milano - Coop Parma - Cus Milano - GEAS - Piscine Vicenza - Torino '81 - Trieste - Sport Management - Vigevano | Girone 3 - Accademia di Salvamento - Bari - Basilicata 2000 - Flegreo - Payton Bari - Roma Vis Nova - Tolentino - Tuscolano - Vela Ancona - Volturno Girone 4 - CUS Palermo - Gnisci - Messina - Muri Antichi - Nuoto Napoli - Palermo - Puntese Blu Team - Messina |